# Стівенс (Арканзас)
Стівенс (англ. Stephens) — місто (англ. city) в США, в окрузі Вошіта штату Арканзас. Населення — 770 осіб (2020).

## Географія
Стівенс розташований за координатами 33°25′16″ пн. ш. 93°4′11″ зх. д. / 33.42111° пн. ш. 93.06972° зх. д. (33.421147, -93.069637).  За даними Бюро перепису населення США в 2010 році місто мало площу 7,11 км², з яких 7,08 км² — суходіл та 0,03 км² — водойми.

## Демографія
Згідно з переписом 2010 року, у місті мешкала 891 особа в 374 домогосподарствах у складі 245 родин. Густота населення становила 125 осіб/км².  Було 470 помешкань (66/км²). 
Расовий склад населення:
| - 57,8 % — чорних або афроамериканців - 40,9 % — білих - 0,1 % — корінних американців |

До двох чи більше рас належало 1,1 %. Іспаномовні складали 0,9 % від усіх жителів.
За віковим діапазоном населення розподілялося таким чином: 24,4 % — особи молодші 18 років, 59,1 % — особи у віці 18—64 років, 16,5 % — особи у віці 65 років та старші. Медіана віку мешканця становила 39,6 року. На 100 осіб жіночої статі у місті припадало 81,8 чоловіків;  на 100 жінок у віці від 18 років та старших — 78,3 чоловіків також старших 18 років.
Середній дохід на одне домашнє господарство  становив 36 597 доларів США (медіана — 32 875), а середній дохід на одну сім'ю — 42 236 доларів (медіана — 36 635). Медіана доходів становила 29 500 доларів для чоловіків та 18 750 доларів для жінок. За межею бідності перебувало 27,9 % осіб, у тому числі 46,2 % дітей у віці до 18 років та 16,6 % осіб у віці 65 років та старших.
Цивільне працевлаштоване населення становило 405 осіб. Основні галузі зайнятості: освіта, охорона здоров'я та соціальна допомога — 25,4 %, виробництво — 18,8 %, роздрібна торгівля — 12,1 %, транспорт — 7,4 %.